# Roger Blin
Pour les articles homonymes, voir Blin.
 (février 2025).
Roger Blin est un acteur et metteur en scène français, né le 22 mars 1907 à Neuilly-sur-Seine (alors département de la Seine) et mort le 20 janvier 1984 à Évecquemont (Yvelines).
Homme de théâtre et de cinéma, il a monté de nombreuses pièces de Samuel Beckett, a fait découvrir Jean Genet au public français, et a tourné dans plus de 70 films.

## Biographie

### Jeunesse
Fils de Paul Alexis Jules Blin, médecin, et Marthe Deguy, Roger Paul Jules Blin voit le jour le 22 mars 1907 à Neuilly-sur-Seine. Après des études au collège Sainte-Croix de la ville (où il fera ses premiers pas sur scène, en jouant un garçon tailleur dans Le Bourgeois gentilhomme de Molière), il fait des études supérieures qui le mènent jusqu'à une licence de lettres, à la Sorbonne. C’est lors de cette période qu’il collabore à La Revue du cinéma comme critique de cinéma.

### Les années Groupe Octobre et comme acteur
Il fait quelques années plus tard la connaissance d’Antonin Artaud, qui le fait débuter au théâtre, au travers du Groupe Octobre, Dès lors, il fait la connaissance de Jacques Prévert, et travaille également avec Jean-Louis Barrault. Après les émeutes "fascistes" de 1934, Artaud lui demande d’être son assistant pour Les Cenci, en lui offrant dans la pièce le rôle d’un sourd-muet. Cette participation aux pièces du Groupe Octobre se conclura par sa participation à leurs derniers spectacles, jusqu’à la dissolution de ce dernier en 1938. Pendant dix ans, il joue dans de nombreux films dans des rôles plus ou moins populaires, notamment dans Le Temps des cerises de Jean-Paul Dreyfus, ainsi qu’au théâtre, en partageant la scène avec Maria Casarès et Gérard Philipe dans Les Épiphanies d'Henri Pichette en 1947.

### Mise en scène et rencontre avec Samuel Beckett
À partir de 1949, Roger Blin dirige le théâtre de la Gaîté-Montparnasse, en tant que gérant. Tout en continuant les apparitions au cinéma, c’est en ces lieux qu’il fera ses trois premières mises en scène : La Lune dans le fleuve jaune de Denis Johnston, créé le 25 mai 1949 ; La Sonate des spectres d’Auguste Strindberg le 23 octobre 1949 et Le bourreau s’impatiente de Jean Silvant, créé le 4 mars 1950. La même année, il fait la rencontre de Suzanne Dechevaux-Dumesnil, future épouse de Samuel Beckett, qui confiera à Blin deux manuscrits de son compagnon : Eleutheria et En attendant Godot. 

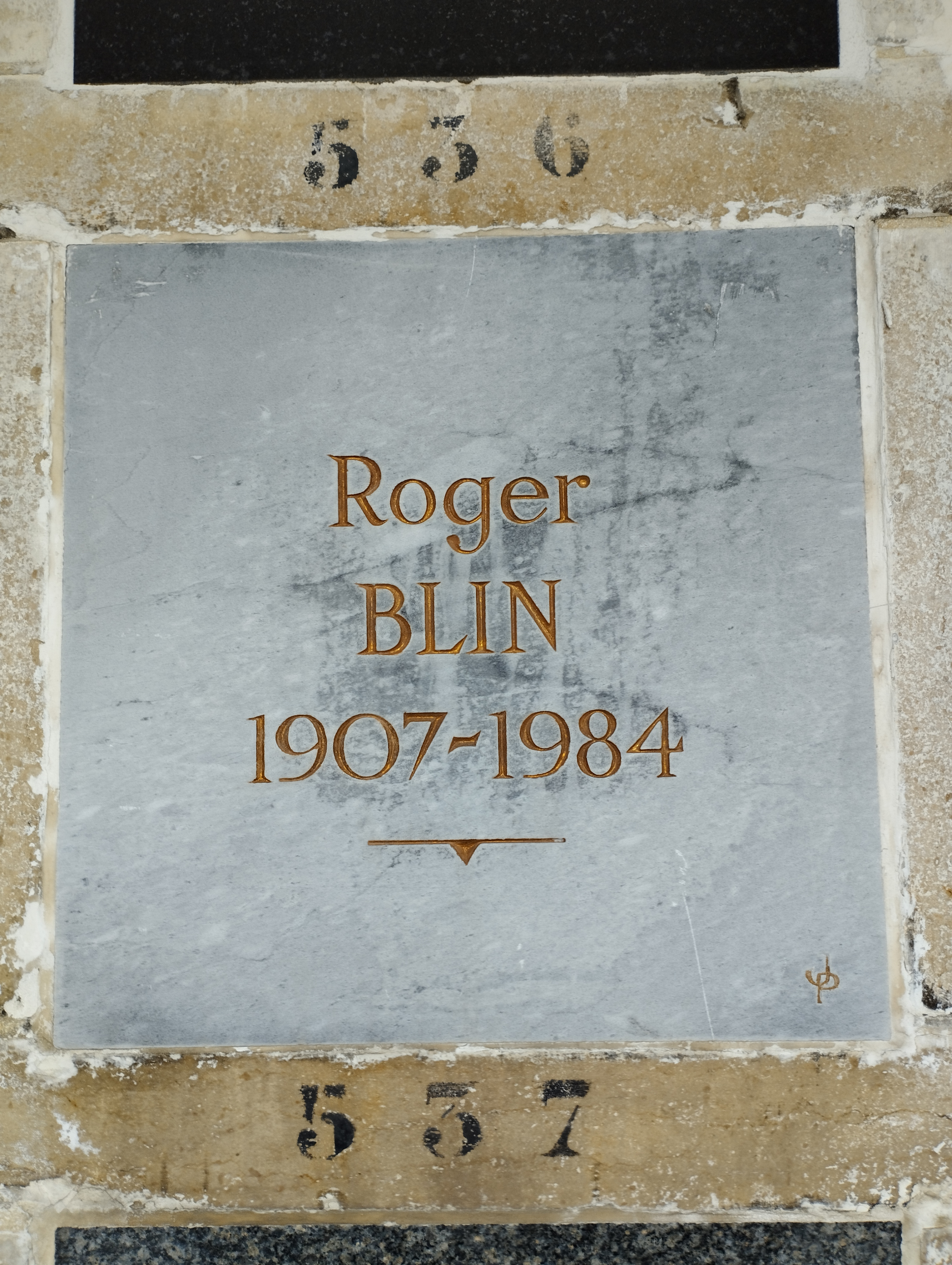
Plaque funéraire de Roger Blin au cimetière du Père-Lachaise (columbarium ; case n°536).

En 1960, il signe le Manifeste des 121, déclaration sur le « droit à l'insoumission » dans le contexte de la guerre d'Algérie.

### Dessinateur
Dessinateur secret, il a réalisé de très nombreuses œuvres sur papier,,. Le Festival d'Avignon a rendu hommage à cet aspect de son travail en 1983 avec une importante exposition conçu par Alin Avila et Michèle Meunier.
En août 1984, quelques mois après sa mort, est fondé un théâtre à son nom qui lui est dédié, basé à Coulon dans les Deux-Sèvres.
Il est inhumé au cimetière du Père-Lachaise (87e division, case no 536).

## Filmographie

### Cinéma
- 1925 : Napoléon d'Abel Gance
- 1930 : Vagabonds imaginaires
- 1933 : La Rue sans nom de Pierre Chenal - Uniquement coréalisateur et coscénariste
- 1934 : Zouzou de Marc Allégret
- 1935 : Taxi de minuit, moyen métrage d'Albert Valentin
- 1936 : Un grand amour de Beethoven d'Abel Gance
- 1936 : Sous les yeux d'occident de Marc Allégret
- 1936 : La Vie est à nous de Jean Renoir
- 1936 : Les Mutinés de l'Elseneur de Pierre Chenal
- 1936 : Jenny de Marcel Carné
- 1937 : La Citadelle du silence de Marcel L'Herbier
- 1937 : La Dame de pique de Fedor Ozep
- 1937 : L'Alibi de Pierre Chenal
- 1938 : La Tragédie impériale de Marcel L'Herbier
- 1938 : Rendez-vous Champs-Élysées de Jacques Houssin
- 1938 : Le Temps des cerises de Jean-Paul Le Chanois
- 1938 : L'Affaire Lafarge de Pierre Chenal
- 1938 : Adrienne Lecouvreur de Marcel L'Herbier : l'alchimiste
- 1938 : Entrée des artistes de Marc Allégret
- 1939 : Le monde tremblera de Richard Pottier
- 1939 : L'Esclave blanche de Marc Sorkin : Maïr
- 1939 : Louise d'Abel Gance
- 1940 : Battement de cœur de Henri Decoin
- 1941 : Volpone de Maurice Tourneur
- 1942 : L'Âge d'or de Jean de Limur
- 1942 : Dernier Atout de Jacques Becker
- 1942 : Les Visiteurs du soir de Marcel Carné
- 1943 : Le Capitaine Fracasse d'Abel Gance
- 1943 : Adieu Léonard de Pierre Prévert
- 1943 : Le Corbeau de Henri-Georges Clouzot
- 1943 : Douce de Claude Autant-Lara
- 1943 : Le Colonel Chabert de René Le Hénaff
- 1944 : Premier de cordée de Louis Daquin
- 1945 : La Vie de bohème de Marcel L'Herbier
- 1945 : Le Jugement dernier de René Chanas
- 1946 : Le Couple idéal de Bernard Roland et Raymond Rouleau : le somnambule
- 1947 : Pour une nuit d'amour d'Edmond T. Gréville
- 1948 : La Bergère et le ramoneur dessin animé de Paul Grimault : voix uniquement
- 1949 : Histoires extraordinaires de Jean Faurez un court métrage sortira en 1954 issu de ce film sous le titre de Invitation à la valse
- 1949 : Hans le marin de François Villiers
- 1949 : La Dernière Nouvelle court métrage de Rune Hagberg et Georges Patrix
- 1950 : Vagabonds imaginaires, court métrage d'Alfred Chaumel, avec Jean-Louis Barrault et Charles Dullin - Seulement la voix ; Roger Blin dit Les Amours Jaunes de Tristan Corbière[6]
- 1950 : Orphée de Jean Cocteau
- 1951 : La Taverne de New Orléans de William Marshall
- 1951 : Le Bagnard de Willy Rozier
- 1952 : Torticola contre Frankensberg de Paul Paviot
- 1952 : Le Roi et l'Oiseau de Paul Grimault et Pierre Grimault (voix de l'aveugle) Film commencé en 1948 et version achevée en 1979
- 1952 : Piedalu fait des miracles de Jean Loubignac
- 1954 : Le Chevalier de la nuit de Robert Darène
- 1955 : À toi de jouer Callaghan de Willy Rozier
- 1956 : Notre-Dame de Paris de Jean Delannoy
- 1959 : Les Tripes au soleil de Claude Bernard-Aubert
- 1959 : Les Étoiles de midi  documentaire de Jacques Ertaud et Marcel Ichac
- 1959 : La belle saison est proche documentaire de Jean Barral : Participation
- 1961 : Paris Blues de Martin Ritt
- 1964 : Aimez-vous les femmes ? de Jean Léon
- 1965 : Le Dernier Matin d'Edgar Allan Poe court métrage de Jean Barral
- 1965 : Le Dernier Matin d'Arthur Rimbaud de Jean Barral
- 1965 : Qui a donc rêvé ? - court métrage de Liliane de Kermadec
- 1965 : Les Larmes de crocodiles court métrage de Robert Delpire
- 1966 : Voilà l'ordre de Jacques Baratier
- 1966 : Marie Soleil d'Antoine Bourseiller
- 1966 : Les Ruses du diable de Paul Vecchiali
- 1967 : La Loi du survivant de José Giovanni
- 1967 : Le Dimanche de la vie de Jean Herman
- 1967 : Le Désordre à vingt ans documentaire de Jacques Baratier
- 1970 : Trop petit mon ami d'Eddy Matalon
- 1971 : Traité du rossignol de Jean Fléchet
- 1974 : Dada au cœur de Claude Accursi : Film resté inédit
- 1975 : L'important c'est d'aimer d'Andrzej Żuławski
- 1975 : Aloïse de Liliane de Kermadec
- 1975 : Lily aime-moi de Maurice Dugowson
- 1975 : Il faut vivre dangereusement de Claude Makovski
- 1976 : Jamais plus toujours de Yannick Bellon
- 1977 : Solveig et le violon turc de Jean-Jacques Grand-Jouan
- 1977 : Le Vieux Pays où Rimbaud est mort de Jean Pierre Lefebvre
- 1978 : Couleur Chair de François Weyergans
- 1979 : L'Adolescente de Jeanne Moreau
- 1982 : Cinq et la peau de Pierre Rissient : voix uniquement

### Télévision
- 1960 : Les Trois Sœurs de Jean Prat
- 1962 : Le Navire étoile d'Alain Boudet
- 1962 : Quatrevingt-treize d'Alain Boudet
- 1964 : Le Petit Claus et le Grand Claus de Pierre Prévert d'après le conte Grand Claus et Petit Claus de Hans Christian Andersen
- 1968 : Les Compagnons de Baal de Pierre Prévert, série TV
- 1971 : Mesure pour mesure de William Shakespeare, réalisation Marcel Bluwal
- 1973 : La Ligne d'ombre de Georges Franju
- 1975 : La Croisée de Raoul Sangla
- 1975 : Que voyez-vous Miss Ellis ? de Claude Mourthé
- 1979 : Les Petits Soirs de Raoul Sangla
- 1981 : Vendredi ou la Vie sauvage de Gérard Vergez
- 1982 : La Neige et la cendre de Jacques Espagne
- 1983 : L'Hôpital de Leningrad de Sarah Maldoror

## Théâtre

### Comédien
- 1935 : Les Cenci d'après Stendhal, mise en scène Antonin Artaud, Théâtre des Folies-Wagram
- 1937 : Ubu enchaîné de Alfred Jarry, mise en scène Sylvain Itkine, Théâtre de l'Exposition universelle de 1937
- 1937 : Rêves sans provision de Ronald Gow, mise en scène Alice Cocéa, Comédie des Champs-Élysées
- 1937 : Numance de Cervantes, mise en scène Jean-Louis Barrault, Théâtre Antoine
- 1938 : La Cruche Cassée d'Heinrich von Kleist, mise en scène Georges Douking, Théâtre des Ambassadeurs
- 1939 : Hamlet ou Les suites de la piété filiale de Jules Laforgue, mise en scène Charles Granval, Théâtre de l'Atelier
- 1939 : La Faim d'après Knut Hamsun, adaptation et mise en scène Jean-Louis Barrault, Théâtre de l'Atelier
- 1946 : Le Cocu magnifique de Fernand Crommelynck, mise en scène Jean-Louis Barrault, Théâtre des Célestins
- 1947 : Les Épiphanies d'Henri Pichette, mise en scène Georges Vitaly, Théâtre des Noctambules
- 1950 : La Grande et la Petite Manœuvre d'Arthur Adamov, mise en scène Roger Blin, Théâtre des Noctambules
- 1953 : En attendant Godot de Samuel Beckett, mise en scène Roger Blin, Théâtre de Babylone
- 1957 : Fin de partie de Samuel Beckett, mise en scène Roger Blin, Royal Court Theatre Londres, Studio des Champs-Élysées
- 1959 : Les Possédés d'Albert Camus d'après Fiodor Dostoïevski, mise en scène Albert Camus, Théâtre Antoine
- 1960 : Le Balcon de Jean Genet, mise en scène Peter Brook, Théâtre du Gymnase
- 1961 : En attendant Godot de Samuel Beckett, mise en scène Sergio Gerstein & Alberto Giacometti, Odéon-Théâtre de France
- 1961 : Le Gardien d'Harold Pinter, mise en scène Roger Blin, Théâtre de Lutèce
- 1963 : Oh les beaux jours de Samuel Beckett, Odéon-Théâtre de France
- 1963 : Divines Paroles d'après Ramón María del Valle-Inclán, mise en scène Roger Blin, Odéon-Théâtre de France
- 1969 : Le Jardin aux betteraves de et mise en scène Roland Dubillard, Théâtre de Lutèce
- 1969 : Les Nonnes d'Eduardo Manet, Poche Montparnasse
- 1973 : Le Cochon noir de et mise en scène Roger Planchon, TNP Villeurbanne
- 1977 : Lady Strass d'Eduardo Manet, Poche Montparnasse

### Metteur en scène
- 1949 : La Sonate des spectres d'August Strindberg
- 1950 : La Grande et la Petite Manœuvre d'Arthur Adamov, Théâtre des Noctambules
- 1952 : La Parodie d'Arthur Adamov, Théâtre Lancry
- 1952 : Le Service des pompes de Francis Garnung, Théâtre Lancry
- 1953 : En attendant Godot de Samuel Beckett, Théâtre de Babylone
- 1956 : Marée basse de Jean Duvignaud, Théâtre des Noctambules
- 1957 : Fin de partie de Samuel Beckett, Royal Court Theatre Londres, Studio des Champs-Élysées
- 1959 : Les Nègres de Jean Genet, Théâtre de Lutèce
- 1960 : La Dernière Bande de Samuel Beckett, Théâtre Récamier
- 1960 : Le Lion d'Amos Kenan, Théâtre de Lutèce
- 1961 : Le Gardien d'Harold Pinter, Théâtre de Lutèce
- 1961 : The Blacks de Jean Genet, Royal Court Theatre Londres
- 1963 : Oh les beaux jours de Samuel Beckett, Odéon-Théâtre de France
- 1963 : Divines Paroles d'après Ramón María del Valle-Inclán, Odéon-Théâtre de France
- 1964 : Fête à Harlem de Melvin Van Peebles, Festival du Jeune Théâtre Liège
- 1965 : En attendant Godot de Samuel Beckett, Grenier de Toulouse
- 1965 : Hommes et pierres de Jean-Pierre Faye, Odéon-Théâtre de France
- 1966 : Les Paravents de Jean Genet, Odéon-Théâtre de France
- 1968 : Les Charognards de Robert Weingarten, Maison de la Culture de Thonon
- 1969 : Les Nonnes d'Eduardo Manet, Théâtre de Poche Montparnasse
- 1970 : En attendant Godot de Samuel Beckett, Théâtre Récamier
- 1971 : La Nuit des assassins d'après José Triana, Théâtre Récamier
- 1971 : Le Personnage combattant de Jean Vauthier, mise en scène avec Jean-Louis Barrault, Théâtre Récamier
- 1972 : Où boivent les vaches de Roland Dubillard, Théâtre Récamier
- 1972 : Macbeth de William Shakespeare
- 1974 : Les Émigrés de Sławomir Mrożek, Théâtre d'Orsay
- 1976 : Boesman et Lena d'Athol Fugard, Théâtre de la Cité internationale
- 1976 : Encore musique Carlos Roque Alsina, livret Arié Dzierlatka
- 1977 : Lady Strass d'Eduardo Manet, Théâtre de Poche Montparnasse
- 1978 : Minamata and Co d'après Osamu Takahashi, Théâtre de la Commune
- 1978 : En attendant Godot de Samuel Beckett, Comédie-Française : Théâtre de l'Odéon
- 1979 : M'appelle Isabelle Langrenier de Jean-Louis Bauer, Théâtre de Chaillot
- 1981 : Ai-je dit que je suis bossu ? de François Billetdoux, Théâtre Montparnasse
- 1981 : Le Président de Thomas Bernhard, Théâtre de la Michodière
- 1981 : Le Bleu de l'eau de vie de Carlos Semprún Maura, Comédie-Française au Théâtre de l'Odéon
- 1983 : Triptyques de Max Frisch, Théâtre de l'Odéon
- 1983 : Rue noire d'Any Diguet, Théâtre de l'Épée de Bois

#### Discographie
Roger Blin a enregistré dans les années 1960 un disque audio où il lit des nouvelles de Kafka, notamment Odradek et Le Pont, lecture que sa diction rend inoubliable.

## Distinctions
- Grand Prix national du théâtre en 1976.